# Fatal Design
Fatal Design è il quinto album pubblicato dalla band finlandese gothic metal Entwine.

## Tracce
1. Fatal Design
2. Chameleon Halo
3. Out Of You
4. Surrender
5. Oblivion
6. Twisted
7. Insomniac
8. My Serenity
9. Break Me
10. Curtained Life

## Formazione
- Mika Tauriainen - voce
- Tom Mikkola - chitarra
- Jaani Kähkönen - chitarra
- Riitta Heikkonen - tastiere, voce
- Joni Miettinen - basso
- Aksu Hanttu - batteria